# Lord Jim (romanzo)
Lord Jim è un romanzo dello scrittore Joseph Conrad, originariamente pubblicato a puntate sul Blackwood's Edinburgh Magazine dall'ottobre 1899 al novembre 1900. Si tratta del primo "romanzo lungo" di Conrad, composto da ben 45 capitoli.

## Storia editoriale
Conrad scrisse Lord Jim, riconosciuto come uno dei maggiori romanzi, capolavoro della letteratura mondiale, tra il 1898 ed il 1900, dopo Il negro del "Narciso" e Cuore di tenebra. Il romanzo, nato originariamente come un racconto breve, divenne in seguito molto più lungo nelle pubblicazioni periodiche sul Blackwood Edinburgh Magazine, che poi lo pubblicò in un unico volume nel'ottobre del 1900.
Conrad aveva accumulato molteplici esperienze, navigando per molti anni per gli oceani, tra paesi esotici e popolazioni indigene di ogni ceto sociale, e questa vasta conoscenza la mise a frutto nello scrivere le sue opere. Inoltre, varie furono le fonti a cui Conrad attinse per Lord Jim, ad esempio:
- L'ispirazione per il personaggio di Jim è stata Austin Podmore Williams (anch'egli figlio di un parroco), secondo ufficiale della SS Jeddah, un piroscafo a vapore passeggeri di proprietà di Singapore battente bandiera britannica. Nell'agosto del 1880 mentre il piroscafo attraversava l'oceano indiano con a bordo centinaia di pellegrini musulmani, incappò in una violenta tempesta iniziando ad imbarcare acqua. Il capitano e l'equipaggio, credendo che la nave fosse prossima ad affondare l'abbandonarono, raggiungendo su una scialuppa di salvataggio il porto di Aden e dichiarando alle autorità competenti che il Jedda era affondato. Tuttavia, come descritto poi da Conrad nel suo romanzo, il piroscafo fu intercettato da un'altra nave che lo prese a rimorchio portandolo in salvo. Nell'inchiesta che seguì, al capitano e a Williams furono ritirate le patenti di navigazione per tre anni, ma Williams non ebbe un analogo tragico destino e rimase, indisturbato e senza complessi di colpa, a lavorare a Singapore dove morì all'età di 64 anni, sepolto nel Bidadari Cemetery.[1][2][3].
- Jim Lingard, conosciuto come Tuan Jim, era un commerciante di forniture navali nel Borneo orientale, nella regione di Berau, sul fiume Pantai[4].
- Sir James Brooke era un avventuriero e politico britannico, Rajah di Sarawak dal 1842[5][6][7].
- Alfred Russel Wallace, autore del: Malay Archipelago, di cui Conrad lesse le opere, era un naturalista, geografo, biologo, esploratore e antropologo gallese e collezionista di farfalle[8] Il libro di Wallace venne stampato in dieci edizioni, l'ultima delle quali pubblicata nel 1890.[9]
- Dall'opera Perak and the Malays, del maggiore John Frederick (Fred) Adolphus McNair, vengono inoltre i nomi di "Doramin", "Tamb'Itam" e "Tunku Allang"<ref(EN) John Frederick Adolphus McNair, Perak and the Malays "sārong" and "krīs.", su openlibrary.org, 1878.</ref>.

Caratteristiche della narrazione di Conrad sono il principio costruttivo della "narrazione tran-testuale", dello "straniamento" o "decifrazione ritardata" e del "ritardo nella spiegazione": la prima riguardante la storia della vita di Marlow, come si svolge nei vari romanzi in cui è presente, da Cuore di tenebra a Lord Jim e poi l'epilogo in Destino, la seconda si ha quando un autore descrive un effetto ritardandone la spiegazione della causa mentre infine la terza, riguarda un avvenimento inatteso seguito da una falsa interpretazione ed infine da quella vera.
Lord Jim è un romanzo complesso dal punto di vista narrativo. Inizialmente, la storia è raccontata in terza persona da un narratore onnisciente. Quindi gran parte del romanzo viene narrata in prima persona da Marlow. Nel racconto di Marlow si inseriscono a loro volta le storie riferite da vari personaggi secondari (Brierly, un ufficiale francese, Gioiello, Tamb'Itam, Stein, Doramin, Brown...). Questa tecnica conferisce alla vicenda una molteplicità di punti di vista, con i vari personaggi che raccontano a Marlow le loro vicende in relazione a quelle di Jim.
Nel romanzo affluiscono alcune esperienze autobiografiche dell'autore:
Il 16 febbraio 1887 Conrad si imbarcò come primo ufficiale sul piroscafo di ferro di 1000 tonnellate Highland Forest, situato nel porto di Amsterdam. Il capitano era un irlandese di 34 anni, John McWhir (Conrad si ispirò a lui per il personaggio Tom MacWhirr del suo romanzo del 1902 Tifone). L’Highland Forest salpò da Amsterdam il 18 febbraio e si imbatté in forti bufere, alcuni pennoni furono spazzati via e un pezzo di questi lo ferì. Il 20 giugno la nave raggiunse Semarang (Java) e Conrad sbarcò pochi giorni dopo, essendogli stato prescritto un ricovero in ospedale, salì quindi a bordo della nave a vapore SS Celestial, sbarcando il 6 luglio a Singapore, dove si recò per il trattamento terapeutico all'European Hospital, rimanendovi in degenza per circa tre mesi. Conrad descrisse questi eventi nel romanzo Lord Jim, il cui protagonista era stato anch’egli ferito da una caduta di un pennone.

## Trama
(Lord Jim, Joseph Conrad)
Jim, il protagonista del romanzo, è un giovane ufficiale della marina mercantile inglese: egli sogna una vita di grandi avventure ed eroiche imprese. In seguito ad un incidente viene ricoverato in un ospedale in un porto orientale, abbandonando la comunità ideale alla quale bramava appartenere. Guarito, egli diventa primo ufficiale sul Patna, una vecchia fatiscente bagnarola che trasporta pellegrini musulmani in viaggio verso La Mecca.
Di notte e con una tempesta incipiente, la nave subisce una collisione con un oggetto galleggiante e una lamiera sembra prossima a cedere. Jim, colto alla sprovvista, è convinto che il Patna stia per affondare da un momento all'altro e incitato dagli altri componenti dell'equipaggio, il comandante e due macchinisti, abbandona codardamente la nave su una scialuppa di salvataggio.
Il Patna però non affonda, viene bensì rimorchiato da una cannoniera francese nel porto di Aden. Il comandante del Patna e gli altri accusati si dileguano. Jim no: è l'unico che si presenta e affronta il processo: gli viene revocato il brevetto di ufficiale. Pieno di vergogna e di rimorso per avere vigliaccamente abbandonato la nave, Jim non trova pace: passa da un lavoro all'altro, viaggia ramingo addentrandosi verso nuovi lidi dell'Estremo Oriente non appena la sua nomea viene rivelata.
Charles Marlow, il comandante di una nave, che aveva assistito al processo e aveva cercato di aiutarlo, espone la sua vicenda all'ex-avventuriero Stein, ormai vecchio, titolare di una società commerciale a Samarang (porto di Giava). A Jim viene offerta la possibilità di recarsi a Patusan, un remoto insediamento di agricoltori originari di Celebes (Conrad si ispira probabilmente ad una zona del Borneo orientale), raggiungibile solamente risalendo un fiume. Il villaggio era soggiogato da forze antagoniste che si battevano per il potere e l'esclusività dei commerci: una capitanata dal Rajah Tunku Allang e l'altra da Sherif Ali, un predone, meticcio arabo: gli stessi temi, la risalita del fiume e il despota folle, presenti nel celeberrimo Cuore di tenebra. Il giovane accetta, vedendovi la possibilità di riscattare il proprio onore e lasciarsi alle spalle una volta per tutte il passato.
A Patusan, Jim conquista la fiducia e il rispetto della popolazione, del capo del villaggio Doramin, e di suo figlio Dain Waris, aiutandoli a sconfiggere il predone Sherif Ali e a fermare le angherie del sanguinario oppressore della pacifica comunità. Qui, Jim, diventato presto una celebrità per il coraggio dimostrato, viene ribattezzato "Tuan Jim", ossia "Lord Jim" e incontra una giovane donna, da lui chiamata "Gioiello". I due si innamorano e Jim sembra ritrovare gioia e autostima. Marlow, recatosi a salutarlo, lo trova in apparenza felice: ma scopre che, nell'animo del giovane, rimane ancora qualche traccia di dubbio e di amarezza.
Un giorno il pirata Brown e i suoi uomini, a bordo di una goletta rubata, raggiungono Patusan con intenzioni di depredare e razziare il villaggio, ma, scoperti, vengono respinti e si asserragliano su una collina; Jim offre a Brown la possibilità di andarsene, malgrado il parere contrario di Doramin e degli altri sudditi, assumendosi, a prezzo della propria vita, la responsabilità della scelta, se qualcuno avesse un danno a subire.
Brown non tiene però fede alla promessa data a Jim, di andarsene cioè senza combattere, ma vuole invece dare una lezione ed una punizione al giovane, irritato dalla figura e dal portamento fiero di questo, così diverso da lui. Nella scaramuccia che segue, gli uomini di Brown uccidono Dain Waris, sotto gli occhi di Tamb'Itam, servitore di Jim, e poi fuggono con la loro goletta.
Gioiello e Tamb'Itam incitano Jim a partire o a difendersi dal giudizio di Doramin. Nonostante le esortazioni, Jim si rifiuta di fuggire e sceglie la morte per mano dell'affranto padre. Di sera egli cammina, disarmato e senza tradire emozione, fino a Doramin ed infine attende che questo lo uccida con un colpo di pistola.
Accettando di morire, Jim sceglie di liberarsi dai propri turbamenti interiori.
La goletta di Brown in seguito affondò; della ciurma si salvarono solo tre uomini a bordo di una scialuppa, tra cui Brown, che vennero poi raccolti, ormai allo stremo, da un piroscafo di passaggio. Due morirono per gli stenti sulla nave stessa, mentre Brown morirà poco dopo in seguito ad una crisi d'asma, non prima di aver rivelato a Marlow gli eventi di Patusan. Gioiello e Tamb'Itam, non potendo più vivere a Patusan per il loro stretto rapporto avuto con Jim, verranno accolti sotto la protezione di Stein.

## Personaggi principali
- Jim (James) è il protagonista del romanzo, un giovane marinaio inglese (non aveva ancora 24 anni), figlio di un parroco, dai sogni eroici e romantici. Conrad lo descrive come alto quasi un metro e ottanta, robusto di corporatura, bello di viso, con occhi azzurro chiaro malinconici e capelli biondi ricciuti, impeccabilmente vestito di un bianco immacolato dalle scarpe al cappello, con una voce forte e profonda. Dopo aver abbandonato la sua nave in seguito ad un incidente, il giovane, amareggiato e pieno di vergogna, cerca di lasciarsi alle spalle il passato che lo perseguita e di ottenere una nuova occasione per recuperare il proprio onore. Divenuto un eroe a Patusan, acclamato con il nome di "Tuan Jim" (Lord Jim), solo alla fine, affrontando coraggiosamente la morte, troverà la serenità.
- Marlow, comandante di una nave, è una figura di narratore e interprete. Racconta a un gruppo di amici, convenuti a cena, gran parte delle vicende di Jim, che egli aveva ripetutamente aiutato, indotto a farlo perché al tempo stesso sorpreso, irritato e affascinato dalla sua personalità romantica e caparbia.
- Gioiello (anche Gioia nella traduzione di Ugo Mursia), nome datole da Jim nel senso di pietra preziosa (Conrad nel romanzo non svela mai il suo vero nome), è una ragazza che Jim incontra a Patusan e della quale si innamora. La madre si era separata dal primo marito, raggiungendo Patusan con la figlia appena nata, e aveva poi sposato Cornelius, che ne era quindi il padre adottivo. Conrad la descrive come dotata di un visino infantile con lineamenti delicati e con uno sguardo attento e profondo.
- Tamb'Itam è il fedele servitore di Jim.
- Doramin è il vecchio e autorevole capo del villaggio di Patusan.
- Stein è un vecchio mercante ricco e rispettato, di origini tedesche (era nato in Baviera), titolare della Stein & Co., ex-avventuriero, commerciante e naturalista, collezionista di coleotteri e farfalle, che cerca di aiutare Jim quando Marlow gli racconta la vicenda del giovane.
- Schomberg è il gestore dell'albergo di Bangkok dove Jim alloggiava, un irsuto alsaziano dal portamento virile, irrefrenabile propagatore di dicerie e pettegolezzi.
- Dain Waris è il giovane figlio ed erede di Doramin (Waris in lingua malese significa appunto erede).
- Sherif Ali è un predone, meticcio arabo, sconfitto da Jim (da notare che Sharīf, non Sherif come nel romanzo, è un termine arabo che significa letteralmente "illustre, nobile").
- Il Rajah Tunku Allang è un mediocre e crudele tiranno che opprime gli abitanti di Patusan fino all'arrivo di Jim.
- Montague Brierly è un esperto comandante che funge da perito navale, consulente nel processo. Uomo di grande valore e principi morali, malgrado il disprezzo per il comportamento di Jim (che strisci sei metri sotto terra e ci resti!), si comporta poi con indulgenza verso il giovane (perché stiamo tormentando quel giovanotto?). Si suiciderà circa una settimana dopo la fine dell'inchiesta (il motivo non viene spiegato: probabilmente, quale uomo di assoluta integrità morale, per aver commesso anche lui, come Jim, azioni vergognose da espiare).
- Cornelius, quel piccolo orribile portoghese di Malacca, è un abietto ex-dipendente di Stein che cerca di ostacolare Jim per rivalità, invidia, odio e disprezzo. Saputo del suo tradimento con Brown, verrà ucciso da Tamb'Itam.
- Brown, il Gentiluomo, è un criminale che raggiunge Patusan con i suoi uomini, disertori, ricercati e fuggiaschi.

## Personaggi secondari
- Symons è uno degli istruttori della nave scuola.
- Capitano Gustav è il capitano del Patna, un australiano nato in Germania
- Bob Stanton è un ufficiale annegato mentre cercava di salvare una donna da una nave che affondava.
- Il capitano Elliot è l'uomo che gestisce il porto dove Jim e l'equipaggio del Patna arrivano dopo aver abbandonato la nave.
- Jones è il secondo ufficiale a bordo del piroscafo d’acciaio Ossa comandato da Brierly.
- Il capitano O'Brien,  comandante della nave Sarah W. Granger, ritiene che l'intera faccenda del Patna sia stata spregevole.
- Chester e Robinson sono la strana coppia che vorrebbe offrire a Jim un lavoro in un’isola deserta per la raccolta del guano.
- Egström e Blake possiedono un magazzino per fornitura di navi e offrono a Jim un lavoro come commesso marittimo.
- I fratelli Yucker sono mercanti che danno un impiego a Jim prima che questo parta per Patusan.
- Il tenente francese (non viene indicato il suo nome) fornisce a Marlow alcune informazioni sugli avvenimenti del Patna.
- Mohammed Bonso era il miglior amico di Stein durante la sua giovinezza. Stein ne aveva sposato la sorella, la "principessa", da cui aveva avuto una figlia, Emma. Mohammed viene assassinato a causa di intrighi politici. La sua perdita è molto dolorosa per Stein, dato che per lui era come un fratello.
- Alexander McNeil è uno scozzese vecchio amico di Stein che gli aveva presentato la sua futura moglie, una principessa malese.  Stein lo ricorda sempre con affetto.
- La moglie di Doramin (non viene indicato il suo nome) è un’anziana donna, figura materna buona ma severa, che vive nell'ombra del suo potente marito.
- Kassim è uno stretto consigliere del Rajah. È un mercante che si impegna in ogni tipo di intrighi politici, dopo l’arrivo di Brown, per far eliminare Jim.
- L'isolano delle Solomon è il braccio destro di Brown.

## Opere derivate
- Lord Jim (1925), film muto diretto da Victor Fleming; con Percy Marmont, Shirley Mason, Noah Beery[13][14]
- Lord Jim (1965), diretto da Richard Brooks e con Peter O'Toole nella parte di Lord Jim[15][16].
- Lord Jim, serie televisiva del 2002 prodotta dalla Televisione polacca, diretta da Laco Adamik e con Michał Żebrowski nella parte di Lord Jim[17].

## Edizioni
- (EN) Joseph Conrad, Lord Jim, Edinburgh and London, William Blackwood and Sons, 1900. URL consultato il 12 aprile 2015.
- trad. di Bice Pareto Magliano, Milano: Corticelli, 1927
- trad. di Mario Benzi, Milano: Bietti, 1929.
- trad. di Alfredo Pitta, Milano: Sonzogno, 1938.
- trad. di Marcella e Corrado Pavolini, Milano: Bompiani, 1949.
- trad. di Alessandro Gallone, Milano: Biblioteca Universale Rizzoli, 1951; Milano: Peruzzo, 1985; introduzione di Alberto Moravia, Collana Classici, BUR, 1983-2024.
- trad. di Renato Prinzhofer e Ugo Mursia, Milano: Mursia, 1965; poi in Romanzi della Malesia, ivi 1968, Introduzione di Elio Chinol; Milano, Garzanti 1974 (con introduzione di Enzo Siciliano, fino al 1992.
- trad. di Mariarosa Manzoni, Milano: Fabbri, 1968 (per ragazzi, con illustrazioni di Pikka) e dal 2004 postfazione di Antonio Faeti
- trad. di Marisa Facotti Semeraro, Brescia: La Scuola, 1972 (ed. scolastica)
- trad. di Massimo Marani, Roma: Gherardo Casini Editore, 1989.
- trad. di Nicoletta Zanardi, Roma: Newton Compton, 1991, con introduzione di Bruno Traversetti
- trad. di Giovanni Baldi e Manuela Giasi, Milano: Garzanti, 1993, con introduzione di Francesco Binni e prefazione di Giovanni Baldi
- trad. di Ettore Capriolo, Milano: Mondadori, 1997, con introduzione di Cedric Watts e (dall'ed. del 2003) un saggio di Czesław Miłosz
- trad. di Alessandro Ceni, Introduzione di Domenico Starnone, Collana UEF. I Classici, Milano, Feltrinelli, 2002, ISBN 978-88-078-2160-8.
- trad. di Anonimo, Collana Futuro anteriore, Roma, Theoria, 2022, ISBN 978-88-549-8250-5.
- trad. e cura di Rocco Coronato, Prefazione di Michele Mari, Collana BUR Grandi Classici, Milano, Rizzoli, 2024, ISBN 978-88-171-8336-9.

### versione a fumetti
- Lord Jim a fumetti, autore della sceneggiatura Fabio Fenzo, autore dei disegni Stelio Fenzo, Alba: San Paolo, 1993 (supplemento a "Il Giornalino", n. 31 del 4 agosto 1993).